# Villamassargia
Villamassargia (sardisk: Bidda Matzràxia) er en by og en kommune (comune) i provinsen Sud Sardegna i regionen Sardinien i Italien. Byen ligger i 121 meters højde og har 3.604 indbyggere (2016). Kommunen har et areal på 91,39 km² og grænser til kommunerne Domusnovas, Iglesias, Musei, Narcao og Siliqua.